# کومایری
کومایری (ارمنی: Կումայրի) یک منطقهٔ مسکونی در جمهوری آرتساخ است که در استان کاشاتاق واقع شده‌است.